# Elecciones al Parlamento Europeo de 2014 (Francia)
Las elecciones al Parlamento Europeo de 2014 en Francia se celebraron el domingo 25 de mayo de 2014.
Las anteriores elecciones realizadas en junio de 2009 habían permitido a los ciudadanos de la Unión Europea que residían en Francia elegir a 72 eurodiputados que representasen a Francia en el Parlamento Europeo entre 2009 y 2014; tal votación se realizó usando un sistema proporcional donde los escaños se asignaron a los promedios más altos de las circunscripciones que agrupaba varias regiones. Este sistema se mantuvo para 2014.
El Tratado de Lisboa, ratificado en noviembre de 2009, consideró 74 miembros (dos más) para Francia. Tras la ratificación, el gobierno francés pidió a la Asamblea Nacional nombrar a dos de sus miembros para que ocupen un escaño en el Parlamento Europeo, proceso que culminó en 2011. Para las elecciones de 2014, algunos temían que el Parlamento elegiría a dos nuevos miembros a pesar del sufragio universal, cuando podrían ser asignados de manera proporcional a la población de una o dos regiones. Finalmente, fueron asignados la circunscripción de Isla de Francia, extendida por la ley Nº  2011-575 del 26 de mayo de 2011 a 1,6 millones de franceses residentes en ultramar.
Por primera vez, el Frente Nacional encabezó una elección nacional (24,85 % y 24 escaños), seguido por la Unión por un Movimiento Popular (20,80 % y 20 escaños) y el Partido Socialista en el poder (13,98 % y 13 escaños, entre ellos uno del Partido de Izquierda Radical, con el que formó una coalición).

## Resultados
| Partido                                               | Partido | Partido Europeo       | Grupo Europeo         | Votos      | %      | +/–  | Escaños        | +/–         |
| ----------------------------------------------------- | --- | --------------------- | --------------------- | ---------- | ------ | ---- | -------------- | ----------- |
|                                                       | Frente Nacional (FN-RBM) | EAF                   | NI                    | 4.712.461  | 24,86% | 18,5 | 24/74          | 21          |
|                                                       | Unión por un Movimiento Popular (UMP) | EPP                   | EPPG                  | 3.943.819  | 20,80% | 7,1  | 20/74          | 10          |
|                                                       | Partido Socialista-Partido Radical de Izquierda (PS-PRG) * Partido Socialista (PS) * Partido Radical de Izquierda (PRG)                                   | PES                   | S&D                   | 2.650.357  | 13,98% | 2,5  | 13/7412/741/74 | 1           |
|                                                       | Movimiento Demócrata-Unión de los Demócratas e Independientes (MoDem-UDI) * Movimiento Demócrata (MoDem) * Unión de los Demócratas e Independientes (UDI) | EDP                   | ALDE                  | 1.884.565  | 9,94%  | 1,5  | 7/744/743/74   | 1           |
|                                                       | Europe Écologie-Les Verts (EE-LV) | EGP                   | G-EFA                 | 1.696.442  | 8,95%  | 7,3  | 6/74           | 9           |
|                                                       | Frente de Izquierda (FG) Alianza de Ultramar (AoM) | PEL                   | GUE/NGL               | 1.252.730  | 6,61%  | 0,1  | 3/741/74       | 1 ·         |
|                                                       | En pie la República (DLR) | EUD                   |                       | 744.441    | 3,82%  | 2,1  | 0/74           | Sin cambios |
|                                                       | Unión Popular Republicana (UPR) |                       |                       | 77.136     | 0,41%  |      | 0/74           |             |
|                                                       | Otros partidos | Otros partidos        | Otros partidos        | 1.802.051  | 10,59% |      | 0/74           | 1           |
| Votos válidos                                         | Votos válidos | Votos válidos         | Votos válidos         | 18.955.636 | 95,96% |      |                |             |
| Votos blancos y nulos                                 | Votos blancos y nulos | Votos blancos y nulos | Votos blancos y nulos | 797.504    | 4,03%  |      |                |             |
| Participación                                         | Participación | Participación         | Participación         | 19.753.140 | 42,43% | 1,7  | 74/74          | Sin cambios |
| Fuente: France-politique.fr y Ministerio del Interior | |                       |                       |            |        |      |                |             |